# Julia Wegner

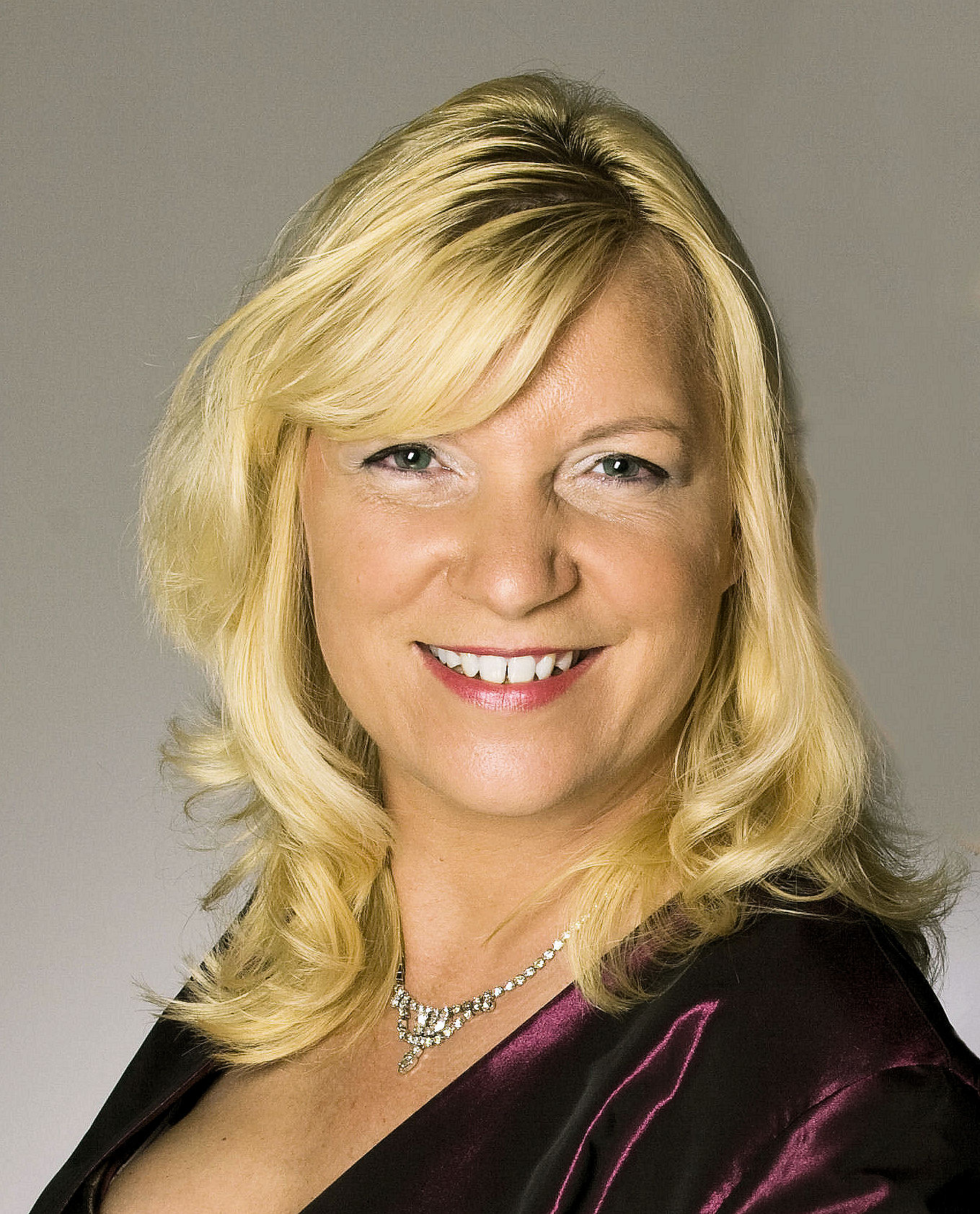
Julia Wegner

Julia Wegner (* 25. Mai 1967 in Neu Wulmstorf, Niedersachsen, bürgerlich Ilona Bruhn, geborene Vieroth) ist eine deutsche Pop- und Schlagersängerin.

## Leben und Karriere
Im Alter von 11 Jahren trat Julia einem Kirchen-Singkreis in ihrem Heimatort bei. In ihrer späteren Jugend erhielt sie noch Ballett- sowie auch zwei Jahre Gitarrenunterricht.
Bei einem Gesangswettbewerbe wurde sie von dem Hamburger Musikproduzenten Gottfried Koch entdeckt und unterzeichnete bei dem Label Bella Musica einen Plattenvertrag. Es wurden mehrere Singles sowie eine LP produziert.
Es folgten mehrere TV-Auftritte sowie Auftritte in Talk-Shows, u. a. bei Sat.1 sowie bei der Aktuellen Schaubude im NDR.

## Privates
Seit 2021 ist sie mit Ralf Bruhn verheiratet ist.

## Diskografie

### Alben und Kompilationen
- 1998 Julia Wegner – Davon hab’ ich oft geträumt, Bella Musica[4]
- 1998 Deutsche Schlagertrophäe (WPL Records)

### Singles
- Liebe total
- Seit du bei mir bist
- Ich weiß was ich will
- Tausend kleine Feuer
- Heute Nacht
- Davon hast du geträumt
- Liebe kommt – Liebe geht
- Von Anfang an
- Tanzende Herzen
- Wenn du dich nur traust
- Mann oh Mann
- Ich bin dein Clown
- Kühler Wein und heiße Träume
- Nur eine Nacht
- Geh’ zu weit
- Glücksburg – Das ist Liebe auf den ersten Blick
- Halt die Welt an
- Starke Gefühle
- Nur wir zwei
- Wer liegt neben dir